# Faculdade Jesuíta de Filosofia e Teologia
A Faculdade Jesuíta de Filosofia e Teologia (FAJE) é uma instituição de ensino superior religiosa, com sede na cidade Belo Horizonte em Minas Gerais e possui cursos de Graduação e Pós-graduação. De acordo com o Índice Geral de Cursos referente ao triênio 2009 a 2011, a FAJE foi considerada a quinta melhor faculdade privada de ensino superior do Brasil, recebendo o conceito 5, em uma escala que vai de 1 a 5.

## Ensino

### Graduação
A Faculdade Jesuíta de Filosofia e Teologia oferece dois cursos de Graduação:
- Filosofia
- Teologia

### Pós-graduação
A Faculdade Jesuíta de Filosofia e Teologia possui dois Programas de Pós-Graduação Stricto Sensu:
- Filosofia (Mestrado)
- Teologia (Mestrado e Doutorado)

A FAJE também oferece o curso de Teologia na modalidade Lato Sensu (Especialização).

## Mantenedora
A FAJE é mantida pela Associação Jesuíta de Educação e Assistência Social (AJEAS), entidade civil sem fins lucrativos e de caráter filantrópico, sediada em Belo Horizonte, através de sua filial, o Instituto Técnico Vocacional Santo Inácio.